# ラヴォーフランシュ
ラヴォーフランシュ （Lavaufranche）は、フランス、ヌーヴェル＝アキテーヌ地域圏、クルーズ県のコミューン。

## 人口統計
| 1962年 | 1968年 | 1975年 | 1982年 | 1990年 | 1999年 | 2004年 | 2015年 |
| ------ | ------ | ------ | ------ | ------ | ------ | ------ | ------ |
| 459    | 445    | 367    | 304    | 231    | 246    | 241    | 249    |

参照元:1962年から1999年までは複数コミューンに住所登録をする者の重複分を除いたもの。それ以降は当該コミューンの人口統計によるもの。1999年までEHESS/Cassini、2006年以降INSEE。

## 史跡
- コマンドリー - 12世紀から15世紀にかけて、聖ヨハネ騎士団が建設。歴史的記念物[4]。1180年代に建設されたと推定される。角型のダンジョンはおそらくこの時代からのもので、残りの建物の大部分は15世紀のもの。礼拝堂には、15世紀の指揮官ジュアン・グリモーの墓や、最近発見された15世紀の美しいフレスコ画がある。ラヴォーフランシュのコマンドリーで指揮官を務めた者のなかには、のちに騎士団長を務めることになるギィ・ド・ブランシュフォールの名前がある。